# (1639) Бауэр
(1639) Бауэр (англ. Bower) — небольшой астероид главного пояса, который был открыт 12 сентября 1951 года Сильвеном Ареном и назван в честь американского астронома Эрнеста Клэра Бауэра (англ. Ernest Clare Bower), который предложил систему временных обозначений астероидов.

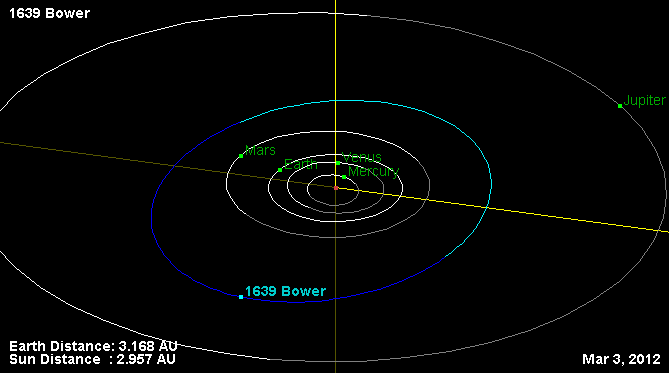
Орбита астероида Бауэр и его положение в Солнечной системе